# Johnny Bravo
Johnny Bravo är en amerikansk animerad TV-serie skapad av Van Partible, ursprungligen producerad av Hanna-Barbera Productions och senare tog Cartoon Network Studios över produktionen för kabel-TV-kanalen Cartoon Network. Bravo är macho och försöker ständigt och förgäves imponera på damer. Serien utspelar sig i den fiktiva staden Aron City. Serien omfattar totalt 178 avsnitt indelade i fyra säsonger och visades mellan 1997 och 2004. Den första säsongen producerades delvis av den koreanska studion Rough Draft Korea.

## Svenska röster
- Johnny Bravo - Stefan Frelander
- Tusse Bravo (Johnnys mamma) - Lena Ericsson
- Lilla Susie - Lena Ericsson
- Carl Chryniszzswics - Olli Markenros/Thomas Engelbrektson
- Pops - Fredrik Dolk

## Gästroller
- Thomas Engelbrektson - Blå Falken, Shaggy, Fred Flinta
- Lena Ericsson - Daphne
- Gizela Rasch - Velma
- Mikael Roupé - Sqauille O'Neil, Barney Granit
- Maud Cantoreggi - Wilma Flinta, Pebbles
- Olli Markenros - "Weird Al" Yankovic, Seth Green
- Stefan Frelander - Scooby-Doo, Fred Jones

Övriga röster
- Thomas Engelbrektson
- Mikael Roupé
- Dan Bratt
- Johan Wikström
- Lena Ericsson
- Gizela Rasch
- Fredrik Dolk
- Olli Markenros
- Stefan Frelander
- Håkan Mohede